# 青島千穂
青島 千穂（あおしま ちほ、1974年 - ）は、日本の現代芸術家。

## 来歴
東京都出身。1995年、法政大学経済学部卒業後、アートの世界へ。村上隆のスタジオKaikai Kikiに所属。コンピューターソフトIllustratorの『ベジェ曲線』を操ることによって異世界を描き出す。ベジェ曲線によって描かれた作品群を巨大プリンターによって拡大印刷するのだが、紙だけでなく皮やプラスチック平面に施すことで注目される。配偶者は村上隆。

## 展覧会

### 2000年
- 『SUPER FLAT』（渋谷パルコギャラリー、名古屋パルコギャラリー）

### 2001年
- 『Superflat』（ロサンゼルス現代美術館、ウォーカー・アート・センター、ヘンリー・アート画廊）
- 『妖怪フェスティバル』（東京都現代美術館）

### 2002年
- 『東京ガールズ・ブラボー2』（NADiff）
- 『青島千穂・タカノ綾・ Mr.・ 村上隆』（エマニュエル・ペロタン画廊）
- 『ぬりえ展』（カルティエ財団現代美術館）
- 『リバプール・バイエニアル2002年』（テート・リバプール）
- ブラム＆ポー画廊（サンタモニカ）

### 2003年
- 『希望/Hope―未来は僕等の手の中』（ラフォーレ・ミュージアム原宿）
- 『For the Record: Drawing Contemporary Life』（バンクーバー美術館）
- 『The Mythical Being of Desire』（グラス・カーテン画廊）
- 『Macromatrix』（カリフォルニア大学バークレー校）
- 『SAM Collects』（シアトル美術館）
- イッセイ・ミヤケのために滝沢直己とのコラボレーション2003（エマニュエル・ペロタン画廊）

### 2004年
- 『Mysterious』（パルム・ビーチ現代美術財団）
- 『54周年カーネギー・インターナショナル』（カーネギー美術館）
- 『T-Junction』（エマニュエル・ペロタン画廊）
- 『虚擬的愛　當代新異術』（台北現代美術館）
- 『えぇじゃないか！未来！』（ランバートコレクション）
- 『Art Unlimited』（バーゼル・アートフェア）
- 『Lonely Planet』（水戸芸術館）
- 『東京ガールズブラボー』（マリアン・ボースキー画廊）
- 『青島千穂・Mr.・タカノ綾』（エマニュエル・ペロタン画廊）

### 2005年
- 『爬虫類の繁栄を夢みて睡眠』（ブラム＆ポー画廊）
- ユニオンスクエア駅の展示
- パブリックアート・ファンドとジャパンソサエティ
- 『リトルボーイ: 日本の爆発するサブカルチャー・アート』（ジャパンソサエティ）
- 『地下鉄ポスターのデザイン、パブリック・アートファンドとジャパンソサエティ』
- 『What’s Good Conference』（香港アートセンター、エマニュエル・ペロタン画廊）

## 関連人物
- 村上隆
- 三宅一生